# 桑嶋維
桑嶋維（クワシマ ツナキ ）は、日本の美術家、映像作家、写真家、クリエイティブディレクター、怪物制作所代表。

## 人物
作家として英国、大英博物館のホームページでも紹介されている。同国、ビクトリア・アルバート・ミュージアムのも作品集が所蔵され、アーティスト登録されている。
令和３年３月末まで、個人では初で招聘されて山梨県立大学客員教授就任。令和３年７月より41ゲーム／81ゲームのゲーム事業、権利の全てをゲーム開発者の深澤秀義氏から譲り受け、後継者となり、４１ゲーム、８１ゲームの普及にも尽力している。

## 経歴
吉原生まれ。1998年に帰国後、2000年に有限会社クワシマ設立。 雑誌／広告の映像／動画撮影、写真撮影およびクリエイティブディレクションからボードゲームのデザインまで、様々な分野で作品／仕事を発表している。
執筆活動では、文芸評論家の福田和也氏に“ホラグラファー” と命名され、フジテレビWEBサイト「少年タケシ」で「ホラグラフ」を連載。山梨日々新聞の文化面（毎週火曜日）に「日本のへそ」（２３週／個人連載最長記録）、「STUDIO VOICE（スタジオ　ボイス）」（インファス刊）では全6回を連載。en-Taxi（扶桑社刊）、新潮４５（新潮社刊／中瀬ゆかり編集長）、DUNE（アートデイズ刊、林文浩編集長）などに作品を寄稿している。